# 南緯66度線
南緯66度線（なんい66どせん）は、 地球の赤道面より南に地理緯度にして66度の角度を成す緯線である。
南極圏より約61km北にある緯線であり、この緯線は南極大陸と南極海を通過する。この緯度の下では、12月13日頃から31日頃までは白夜になり、冬至点時の可照時間は2時間46分である。

## 通過する地域一覧
| 地理座標                                               | 国土・領土・領海 | 備考                                                            |
| ------------------------------------------------------ | ---------------- | --------------------------------------------------------------- |
| 南緯66度0分 東経0度0分 / 南緯66.000度 東経0.000度      | 南極海           | 大西洋の南 インド洋の南                                         |
| 南緯66度0分 東経51度57分 / 南緯66.000度 東経51.950度   | 南極大陸         | オーストラリアが領有権主張する地域                              |
| 南緯66度0分 東経55度43分 / 南緯66.000度 東経55.717度   | 南極海           | インド洋の南                                                    |
| 南緯66度0分 東経81度36分 / 南緯66.000度 東経81.600度   | 南極大陸         | オーストラリアが領有権主張する地域                              |
| 南緯66度0分 東経82度32分 / 南緯66.000度 東経82.533度   | 南極海           | インド洋の南                                                    |
| 南緯66度0分 東経87度45分 / 南緯66.000度 東経87.750度   | 南極大陸         | オーストラリアが領有権主張する地域                              |
| 南緯66度0分 東経88度1分 / 南緯66.000度 東経88.017度    | 南極海           | インド洋の南 ドリガルスキー島のちょうど南を通過                 |
| 南緯66度0分 東経95度30分 / 南緯66.000度 東経95.500度   | 南極大陸         | オーストラリアが領有権主張する地域                              |
| 南緯66度0分 東経104度8分 / 南緯66.000度 東経104.133度  | 南極海           | インド洋の南                                                    |
| 南緯66度0分 東経111度8分 / 南緯66.000度 東経111.133度  | 南極大陸         | オーストラリアが領有権主張する地域                              |
| 南緯66度0分 東経113度52分 / 南緯66.000度 東経113.867度 | 南極海           | インド洋の南                                                    |
| 南緯66度0分 東経121度18分 / 南緯66.000度 東経121.300度 | 南極大陸         | オーストラリアが領有権主張する地域                              |
| 南緯66度0分 東経121度44分 / 南緯66.000度 東経121.733度 | 南極海           | インド洋の南                                                    |
| 南緯66度0分 東経129度29分 / 南緯66.000度 東経129.483度 | 南極大陸         | オーストラリアが領有権主張する地域                              |
| 南緯66度0分 東経130度5分 / 南緯66.000度 東経130.083度  | 南極海           | インド洋の南                                                    |
| 南緯66度0分 東経134度32分 / 南緯66.000度 東経134.533度 | 南極大陸         | オーストラリアが領有権主張する地域                              |
| 南緯66度0分 東経135度21分 / 南緯66.000度 東経135.350度 | 南極海           | インド洋の南 太平洋の南                                         |
| 南緯66度0分 西経65度21分 / 南緯66.000度 西経65.350度   | 南極大陸         | 南極半島（ アルゼンチン・ チリ・ イギリスが領有権主張する地域） |
| 南緯66度0分 西経60度18分 / 南緯66.000度 西経60.300度   | 南極海           | 大西洋の南                                                      |